# 呉文光
呉 文光（ウー・ウェングアン、ウー・ ウェンガン、1956年 - ）は、雲南省昆明市生まれ、雲南大学出身の中国の映画監督、作家。
「中国インディペンデント・ドキュメンタリー運動のパイオニア」と評されている。

## 経歴
呉文光は、1956年に雲南省昆明市に生まれた。文化大革命の爆発の後、知識青年の上山下郷運動によって徴農されて農民となった。1978年、大学入学試験が復活すると、呉文光は雲南大学中文学部に入学し、その後卒業して、各地で教職に就いていた。1985年から1988年にかけて、呉文光は昆明電視台 (昆明电视台) の記者として働いた。1988年には北京市に移り住み、映像作品の制作を手がけるようになった。

## 作品

### 書籍
- 《1966，革命现场》[8]
- 《流浪北京》[8]
- 《江湖报告》[8]

### 映画
- 流浪北京：最後の夢想家たち《流浪北京：最后的梦想者》1991年[6]
- 私の紅衛兵時代《1966，我的红卫兵时代》1993年
  - 山形国際ドキュメンタリー映画祭 (YIDFF '93) で小川紳介賞を受賞[6]
- 四海我家《四海为家》1995年[6]
- 《江湖》
- 出稼ぎ労働者と踊る、2001年[6]
- ファック・シネマ《操他媽電影》2005年[1]
- 治療《治疗》2010年[2]